# Огненная Земля (провинция)
О́гненная Земля́, Огненная Земля, Антарктида и острова Южной Атлантики (исп. Provincia de Tierra del Fuego, Antártida e Islas del Atlántico Sur) — самая южная аргентинская провинция. Официально состоит из восточной части архипелага Огненная Земля, сектора Антарктики и нескольких архипелагов (Мальвинские (Фолклендские) и Южные Сандвичевы острова, а также Южная Георгия) в южной части Атлантического океана. Однако фактически Аргентиной контролируется только первая часть, в то время как вторая согласно Антарктической конвенции 1961 года является нейтральной территорией, а третья контролируется Великобританией. Административный центр  провинции — город Ушуая на острове Огненной Земле.

## География

### Огненная Земля

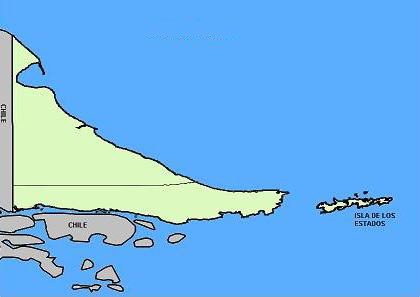
Департамент Рио-Гранде на севере, Ушуая — на юге

На аргентинской части главного острова архипелага расположены низкие горы и песчаные пляжи. В центре острова расположено продолжение Андской горной системы, представленное горой Корну (высота 1490 м). Из-за недостаточно низкой температуры множество мелких ледников сползают в море. Среднегодовая температура +5,3 °C, а среднегодовое количество осадков 300 мм, на юге — 550 мм. На прилегающих островах Ано-Нуэво и Эстадос встречаются лесные массивы низкорослых Магеллановых лесов — самых южных на Земле. Главные породы леса: нотофагус антарктический и нотофагус карликовый (Nothofagus pumilio).

### Аргентинская Антарктика

Аргентинская Антарктида

Включает Антарктический полуостров с прилегающими островами (Южные Оркнейские, Южные Шетландские и др.) и треугольный сектор, тянущийся от вод Атлантического океана до Южного полюса, который расположен в пределах 25° з. д. — 74° з. д. Наивысшая точка — гора Чиригуано 3360 м. Погода обычно холодная и ветреная.

### Острова Южной Атлантики

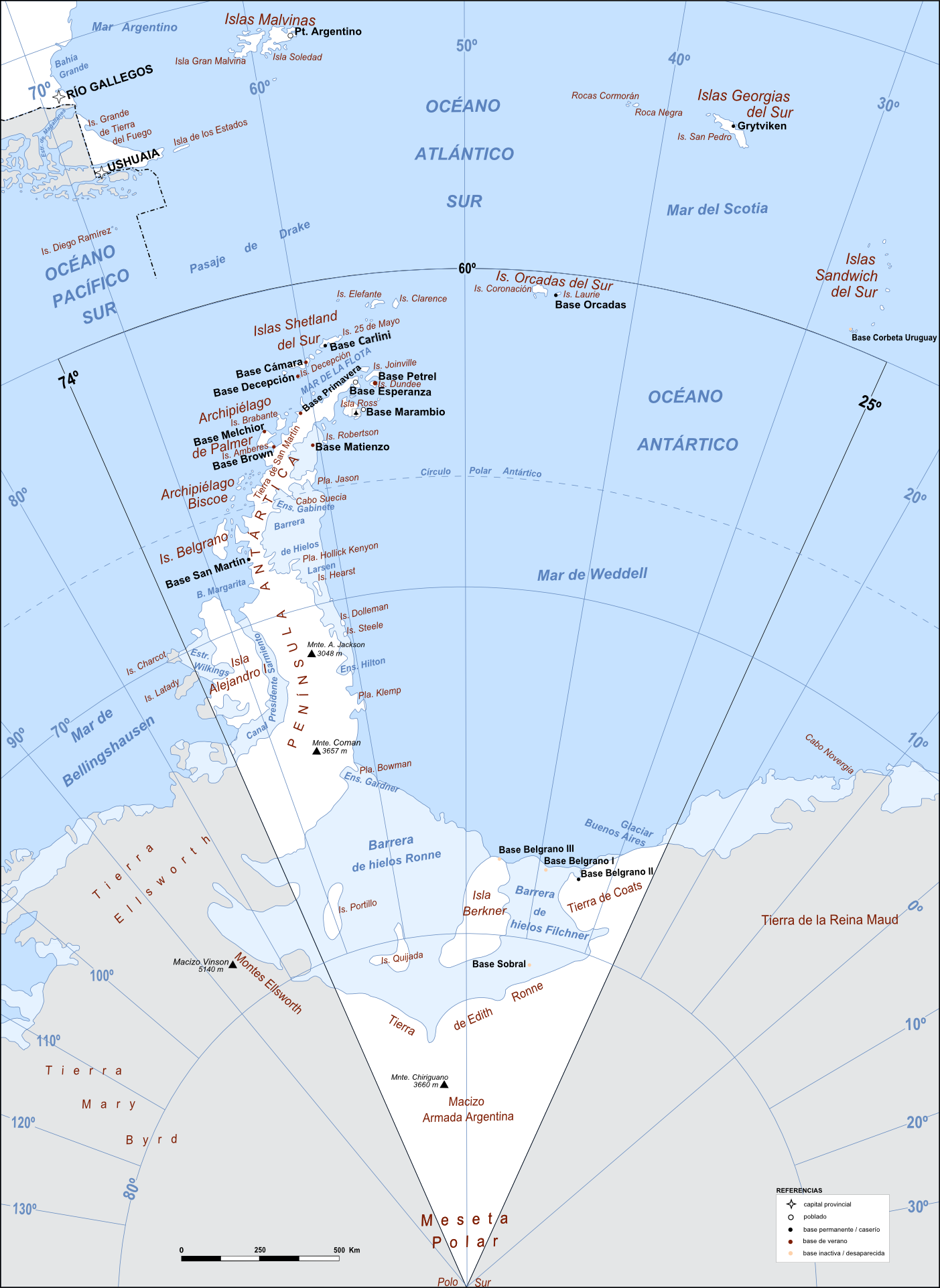
Аргентинская Антарктида с островами Южной Атлантики

На большинстве островов преобладает влажный климат, особенно на Мальвинских (Фолклендских) островах. Последние частично заболочены, что позволяет почве вбирать лишние осадки, в отличие от островов, расположенных ближе к материку. На островах отмечены постоянные сильные ветры. Южная Георгия и Южные Сандвичевы острова более холодные, из-за близости континентальных масс.

## Административное деление
| № | Наименование              | Оригинальное наименование | Население, тыс.жит. (2001 г.) | Население, тыс.жит. (2018 г.) | Территория, км² | Плотность, чел./км² | Административный центр |
| 1 | Антарктида-Аргентина 1    | Antartida Argentina       | 0,2                           | 0,25                          | 965597          | -                   | -                      |
| 2 | Рио-Гранде                | Rio Grande                | 55,1                          | 91,133                        | 12181           | 7,5                 | Рио-Гранде             |
| 3 | Ушуая                     | Ushuaia                   | 45,8                          | 73,541                        | 9390            | 7,8                 | Ушуая                  |
| 4 | Острова Южной Атлантики 2 | Islas del Atlántico Sur   | 0,03                          | 0,02                          | 16 955          | -                   | -                      |
| 1 Не признаётся международным сообществом согласно договору об Антарктике. 2 Не контролируется Аргентиной |                           |                           |                               |                               |                 |                     |                        |